# Homestuck
Homestuck es un webcómic creado por Andrew Hussie y publicado en su sitio web mspaintadventures.com desde abril de 2009. Como se describe en el sitio web de MSPA, Homestuck es "Un cuento sobre un chico y sus amigos y un juego en el que participan juntos". Homestuck es la cuarta y más larga historia de MS Paint Adventures, con 8130 páginas (de un total de 9833 páginas de MSPA). Actualmente, Homestuck cuenta con una página propia, llamada homestuck.com. Inició el 13 de abril de 2009, el 4/13, que se ha convertido en un número recurrente en el cómic. La premisa de Homestuck está inspirada en juegos como Los Sims, Spore y EarthBound. A diferencia de anteriores aventuras, Homestuck ya no es impulsado por comandos del lector, Andrew tomó el control total de la historia durante el Acto 4. Sin embargo, admite que todavía se inspirará en el especulación y fanart de su base de fanes.
Homestuck Beta, que se inició el 10 de abril, tres días antes del lanzamiento oficial, fue el intento inicial de Andrew para iniciar el cómic, planeaba hacerlo completamente en Flash y dejar de usar MS-Paint. Sin embargo, cuando llegó el Homestuck Stable Release, reveló que continuaría su estilo artístico junto con el uso de GIF animados. Se reveló a los pocos días en el blog de Andrew que esto no fue planeado, sino más bien porque hacer toda una serie con Flash era demasiado difícil y requería mucho tiempo. Aunque la mayor parte de la aventura todavía se crea con gifs, hay actualizaciones ocasionales de Flash que toman la forma de películas o incluso minijuegos que incluyen música.

## Historia.

Logo de Sburb pre-Scratch.

En su decimotercer cumpleaños, John Egbert recibe la versión beta de un juego de simulación inmersiva llamado Sburb. Junto con su amiga Rose Lalonde, descubren que el juego permite a los jugadores manipular la realidad y que, además, una lluvia de meteoritos ha empezado a destruir el mundo ante sus propios ojos. Sin embargo, el juego les da herramientas para escapar de su destino. 
John, Rose y sus amigos Dave Strider y Jade Harley trabajan juntos para huir del apocalipsis y entrar en una nueva dimensión llamada Incipisfera. La Incipisfera es un mundo de "indudable lealtad en una extensión sin tiempo", donde las fuerzas de los reinos de Prospit y Derse luchan por el dominio sobre el reino de Skaia en un campo de batalla de ajedrez. Los niños crean guías primarios, espíritus conocidos como Kernelsprites, para ayudarles a entender este nuevo entorno y las reglas del juego. Los cuatro deben luchar contra los monstruos del reino oscuro, controlados por los Moradores, y liberar a los consortes de los cuatro planetas que circundan Skaia. También, han de dominar el sistema de inventario llamado Sylladex y entender el sistema de alquimia que el juego ofrece. John, Rose, Dave y Jade aprenden poco a poco sobre sus papeles como el "Heredero del Aliento", la "Vidente de la Luz", el "Caballero del Tiempo" y la "Bruja del Espacio", respectivamente.

## Estilo y desarrollo
Como en el webcomic anterior de Hussie, Problem Sleuth, la aventura se caracteriza por viajes en el tiempo, un universo ficticio complejo y frecuentes referencias a la cultura pop y aventuras anteriores. El principal cambio respecto a las historias anteriores es el énfasis en la sociedad contemporánea, como lo son jugar en línea y la cultura de Internet, que contrasta con las bases históricas de los otros cómics de MS Paint Adventures, como Bard Quest y Problem Sleuth. Además, esta aventura introdujo animaciones y juegos Flash, muchos haciendo uso de música y demás contribuciones de otros artistas. Esto representa un avance respecto a las aventuras anteriores que usaban exclusivamente imágenes GIF para la animación. El estilo inicial del webcomic fue creado para que avanzara con sugerencias de los fanes, decidiendo qué acciones debían tomar los personajes. Sin embargo, una vez que el número de fanes creció significativamente en el 2010, Hussie se deshizo de este estilo porque el método había "crecido descontroladamente y se hizo difícil... contar una historia coherente". Aunque Hussie controla la historia principal y las acciones de los personajes, aún "visita blogs y foros de fans" para pensar en pequeñas cosas que agregar a Homestuck.